# Käte Hamburger
Käte Hamburger (21.9.1896 tại Hamburg – 8.4.1992 tại Stuttgart) là nhà Đức học, nhà nghiên cứu văn học và triết gia người Đức. Bà từng làm giáo sư ở Đại học Stuttgart.

## Cuộc đời và Sự nghiệp
Käte Hamburger đậu bằng tiến sĩ năm 1922 tại München. Bị chính quyền Đức Quốc xã trục xuất vì gốc gác Do Thái, bà di cư sang Thụy Điển năm 1934. Tại đây bà làm nhà báo, nhà văn, giáo viên ngôn ngữ. Năm 1956, bà trở lại Đức làm giáo sư ở Đại học Stuttgart và viết sách, trong đó bà có viết về Thomas Mann và Rainer Maria Rilke.
Quyển khảo sát lý thuyết "Die Logik der Dichtung" (Logic của Thơ) của bà đã mang lại cương vị quốc tế cho bà trong lĩnh vực Lý thuyết văn học. Cùng với Eberhard Lämmert và cả Franz Karl Stanzel, Käte Hamburger đã xúc tiến việc định hướng lại theo hệ thống của khoa Đức học (Germanistik) ở Đức vào thập niên 1950 hướng tới một phương pháp học phân tích và hợp lý.

## Vinh dự
- 1966: Huân chương Công trạng của Cộng hòa Liên bang Đức
- 1980: Tiến sĩ danh dự của Đại học Siegen
- 1984: Huy chương Công trạng của bang Baden-Wuerttemberg
- 1989: Giải tưởng niệm Schiller
- Thành phố Göttingen có một đường phố mang tên bà (Kate-Hamburger-Weg).
- Bộ Giáo dục và Nghiên cứu Liên bang Đức có một chương trình hỗ trợ cho các Khoa Nhân văn, mang tên "Käte Hamburger Kollegs" [1].

## Tác phẩm
- Käte Hamburger: Die Logik der Dichtung, 4. Aufl., Stuttgart 1994. - ISBN 3-608-91681-4
- Käte Hamburger: Wahrheit und ästhetische Wahrheit, Stuttgart 1979. - ISBN 3-129-33230-8
- Käte Hamburger: Das Mitleid, Stuttgart 1985. - ISBN 3-608-91392-0
- Käte Hamburger: Heine und das Judentum. Vortrag gehalten in Stuttgart 18. März 1982 bei der Württembergischen Bibliotheksgesellschaft, ebd., 1982

## Sách viết về Käte Hamburger
- Querelles. Jahrbuch für Frauen- und Geschlechterforschung, Bd. 8, Johanna Bossinade und Angelika Schaser (Hg.): Käte Hamburger. Zur Aktualität einer Klassikerin, Göttingen 2003. - ISBN 3-89244-650-4
- Hannah Arendt: Besprechung von K.H.: Thomas Mann und die Romantik Junker & Dünnhaupt, Berlin 1932. In: dies.: Reflections on Literature and Culture SUP Stanford, Calif. 2007 § 7 (S. 16f.) ISBN 978-0804744997 (in Engl. - zuerst in Dt.: Zs. für Ästhetik und allgemeine Kunstwissenschaft 28, 1934, S. 297 - 298
- Frank Raberg: Käte Hamburger, vor 17 Jahren gestorben in: Momente - Beiträge zur Landeskunde in Baden-Württemberg Nr. 1/2009 Bản mẫu:ISNN (S. 23)